# Alan Lloyd Hodgkin
Sir Alan Lloyd Hodgkin, (Banbury, Oxfordshire, Engleska, 5. veljače, 1914. -  20. prosinca, 1998., Cambridge) bio je britanski fiziolog i biofizičar, koji je 1963.g. dobio Nobelovu nagradu za fiziologiju ili medicinu zajedno s Andrew Huxleyem za svoj rad na osnovi rada živčanih akcijskih potencijala. Hodgkin i Huxley podijelili su te godine nagradu s John Carew Ecclesom, koji je dobio Nobelovu nagradu za svoje istraživanje sinapse. Hodgkinova i Huxleyeva otkrića navela su ih da postave hipotezu o ionskim kanalima, koja je potvrđena nekoliko desetljeća kasnije.

## Vanjske poveznice
- (engl.)Nobelova nagrada - životopis